# Maison Schwarth
La Maison Schwarth (en hongrois : Schwarth-ház) est un édifice situé dans le 7e arrondissement de Budapest.